# 村上信夫 (アナウンサー)
村上 信夫（むらかみ のぶお、1953年6月30日 - ）は、フリーアナウンサー。元NHKアナウンサー。

## 人物
本郷高等学校、明治学院大学社会学部卒業後、1977年入局。趣味は将棋。
大阪からラジオセンター（東京）への異動では家族を大阪に残し、単身赴任生活を続けていた。(単身赴任であることは本人がラジオ番組で語っていた)。
担当番組の『ラジオビタミン』の放送が2012年3月にて終了になったことを契機に、3月限りでNHKを退職した。
フリーとなった後は、全国各地で「うれしい言葉の種まき」をテーマにした講演なども行っている。

## 現在の担当番組
- 鎌田實×村上信夫 日曜はがんばらない （文化放送 2012年4月8日 - ）

## 過去の出演番組
- 富山・山口放送局時代（1977年度 - ）
  - FMリクエストアワー
- 名古屋放送局時代（ - 1991年度）
  - ウイークエンド中部（1987年10月 - 1992年3月）
- 東京アナウンス室時代（1992年度 - 1996年度）
  - NHKニュース (午後7時)
    - （1992年度）ニュースリーダー
    - （1992年12月29日 - 1993年1月3日）川端義明・渡邊あゆみ、桜井洋子の代理

  - NHKニュース7（1993年度）ニュースリーダー
  - NHKニュース21（1992年8月14日）園田矢の代理
  - NHKニュース9（1993年8月10日 - 13日、16日 - 20日）石澤典夫の代理
  - NHKニュースおはよう日本（1994年度 平日6時台→1995年度・1996年度 土日担当キャスター）
- 大阪放送局時代（1997年度 - 2000年度）
  - オードリー（朝の連続テレビ小説）民放ワイドニュースキャスター役で出演
  - 今夜もあなたのパートナー
  - 将棋名人戦（BS2 大阪局、ラジオセンター在籍時も担当）
- ラジオセンター時代（2001年度 - 2011年度）
  - ラジオいきいき倶楽部（2001年4月〜2003年3月）
  - きょうも元気でわくわくラジオ（週替わりで担当：2003年4月〜2008年3月）
  - ひるのいこい（週替わりで担当：2003年4月〜2008年3月）
  - 復活!ラジオNHK杯将棋トーナメント（2011年5月5日。NHKワールド・ラジオ日本では放送せず、別番組差し替え）司会
  - ラジオビタミン（2008年3月31日 - 2012年3月19日）進行
  - 鎌田實いのちの対話
  - 夏休み子ども科学電話相談（2010年度は7月26日 - 31日。2011年度は7月25日 - 30日のそれぞれ第2週を担当）
- フリー時代（2012年度 - ）
  - 村上信夫のosaka歴史ロマン〜歴史を知れば今がわかる〜（ABCラジオ 2012年7月2日 - 2013年6月30日）

## 著書
- 『元気のでてくることばたち!』（近代文芸社）1999年7月 ISBN 4773365935
- 『おやじの腕まくり』（JULA出版局）2001年9月 ISBN 4882841002
- 『言えなかったありがとう。』（編著、幻冬舎）2007年3月 ISBN 9784344013063
- 『ことばのビタミン』（近代文芸社）2009年10月 ISBN 9784773376524
- 『ラジオが好き!』（海竜社）2010年11月 ISBN 9784759311600
- 『嬉しいことばの種まき』（近代文芸社）2013年1月
- 『人は、ことばで磨かれる』（清流出版）2015年8月